# Canterbury Bight
Canterbury Bight – zatoka Oceanu Spokojnego położona wzdłuż wschodnich wybrzeży Wyspy Południowej. Nad wybrzeżem zatoki leży miasto Timaru. Do zatoki uchodzą rzeki Rakaia i Rangitata. 